# Jean Talon

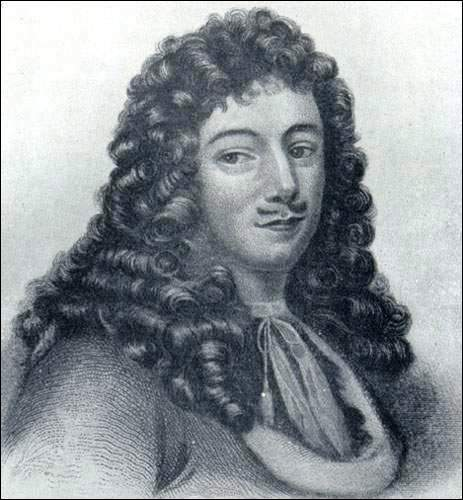
Jean Talon

Jean Talon (ur. 1626, ochrzczony 8 stycznia 1626 Châlons-en-Champagne, zm. 14 listopada 1694, Paryż) – francuski administrator, pierwszy intendent Nowej Francji.
Pochodził z rodziny urzędniczej. Przez 10 lat był intendentem Hainaut. 25 marca 1665 roku został mianowany intendentem Nowej Francji jako protegowany Jean-Baptiste Colberta.
Urzędowanie Talona zbiegło się z urzędowaniem Daniela de Rémy jako gubernatora Nowej Francji. Urząd zajmowany przez Talona miał w założeniu stanowić przeciwwagę dla stanowiska gubernatora, będącego pod wpływami arystokracji. Wielki intendent miał reprezentować interesy korony. Kolonia w czasach urzędowania Talona wchodziła w okres długiej prosperity. Sam Talon wybitnie ku temu się przyczynił. Jako szef administracji dbał o harmonijny rozwój kolonii. Wprowadzał zachęty dla emigrantów, wspierał rozwój nowych gałęzi rzemiosła i przemysłu, nie zapominając jednocześnie o rolnictwie. Sprowadzał bydło hodowlane. Jednak założone przez niego manufaktury (wyrabiająca kapelusze oraz obuwnicza) dość szybko upadły.
Na początku urzędowania Talona mieszkało w Nowej Francji ponad 3 tysiące Francuzów, pod koniec – prawie 7 tysięcy.
Talon obok wybitnych talentów administracyjnych i organizacyjnych charakteryzował się umiejętnością nawiązywania kontaktów z podległą mu ludnością i prawdziwą dbałością o jej dobrobyt. W czasie spisów powszechnych osobiście odwiedzał setki rodzin, omawiając z nimi ich troski i nadzieje.
W 1668 roku zastąpił go Claude de Bouteroue d’Aubigny. Po raz drugi Talon sprawował urząd intendenta od 1670 do jesieni 1672 roku.
Po zakończeniu swej misji w Ameryce powrócił do Francji dożywając swych dni w Paryżu.